# Kazimieras Miniotas
Kazimieras Miniotas (* 17. Juli 1936 in Vėgenai, Rajongemeinde Raseiniai) ist ein litauischer Manager und sowjetlitauischer Politiker, Minister und Vizeminister am Forstindustrieministerium der Litauischen Sozialistischen Sowjetrepublik.

## Leben
Nach dem Abitur an der Mittelschule studierte er am Kauno politechnikos institutas. Auf Verordnung des Instituts setzte er mit anderen Studenten das Studium in Russland. Danach absolvierte Kazimieras Miniotas 1960 das Diplomstudium an der Akademie der Forsttechnik in Leningrad und promovierte zum Thema "Erhöhung der Effizienz des Prozesses der zerkleinerten Holzes mit der Brikettier-Extrusion-Methode" (lit. Susmulkintos medienos briketavimo ekstruzijos metodu proceso efktyvumo padidinimas) an der Akademie der Forsttechnik in Kirow. Von 1960 bis 1968 arbeitete er  als Produktionsleiter, leitender Ingenieur und Direktor im Möbelkombinat Jonava in Baldininkai. Von 1968 bis 1980 war er stellvertretender Minister, erster stellvertretender Minister und ab 1980 Minister für Möbel- und Holzverarbeitungsindustrie von Sowjetlitauen. Danach lehrte er am Kauno kolegija.
Von 1964 bis zur Auflösung der Sowjetunion war Kazimieras Miniotas Mitglied der KPdSU.